# Damanka
Damanka (del ruso: Даманка) es un jútor del raión de Krymsk del krai de Krasnodar, en Rusia. Está situado en las vertientes septentrionales del extremo de poniente del Cáucaso Occidental, en la cabecera del río Psif, afluente del Adagum, de la cuenca del Kubán, 17 km al nordeste de Krymsk y 98 km al oeste de Krasnodar. Tenía 981 habitantes en 2010
Pertenece al municipio Moldavanskoye.

## Historia
La localidad fue fundada en 1904, como la sociedad agrícola Domanski.

## Economía
En los alrededores de la localidad se cultivan viñedos.